# 国家共和党
国家共和党（英語：National Republican Party）又譯為國民共和黨，是早期美国政党，由支持约翰·昆西·亚当斯、反对安德鲁·杰克逊的人組成，活跃于1824年－1833年，解散后由辉格党取代。

## 歷史
1824年大选，多年來吸納了聯邦黨人的民主共和党发生内讧，之后一分为二。其中一派由时任美国总统约翰·昆西·亚当斯（早年為聯邦黨人）以及美国国务卿亨利·克莱共同领导，自称国家共和党；另一派由落敗的安德鲁·杰克逊领导，自称民主党。
1828年大选，国家共和党总统候选人亚当斯被杰克逊击败，連任失敗。
1832年大选，国家共和党总统候选人克莱被杰克逊击败。
1833年，亚当斯、克莱等人主导国家共和党和反對杰克逊的民主党人共组辉格党，使国家共和党就此解散。